# Sam Wood
Samuel Grosvenor Wood (ur. 10 lipca 1883 w Filadelfii, zm. 22 września 1949 w Los Angeles) – amerykański reżyser, scenarzysta i producent filmowy.

## Życiorys
W swej karierze był 3 razy nominowany do Oscara w kategorii Najlepszy reżyser; nagrody jednak nigdy nie otrzymał. Nominacje zdobył za filmy: Żegnaj Chips (1939), Kitty Foyle (1940) oraz Kings Row (1942).
Zmarł nagle na zawał serca w wieku 66 lat.
W filmie biograficznym Trumbo z 2015 w rolę Wooda wcielił się John Getz.

## Filmografia
- Poza skałami (1922)
- Ósma żona Sinobrodego (1923)
- Królowa Kelly (1929)
- W twoich ramionach (1933)
- Tu rządzi humor (1934)
- Noc w operze (1935)
- Dzień na wyścigach (1937)
- Żegnaj Chips (1939; inny polski tytuł - Do widzenia, panie Chips)
- Kitty Foyle (1940)
- Nasze miasto (1940)
- Diabeł i pani Jones (1941)
- Duma Jankesów (1942)
- Kings Row (1942)
- Komu bije dzwon (1943)
- Saratoga Trunk (1945)
- Ivy (1947)
- Historia Monty Strattona (1949)
- Zasadzka (1950)